# Нуайонська діоцезія

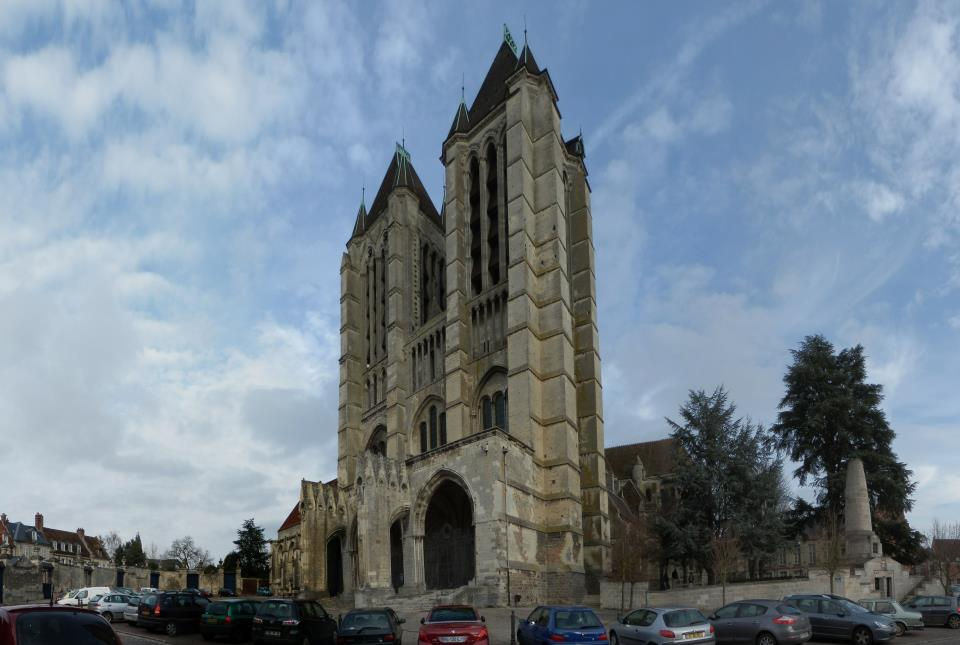
Нуайонський собор

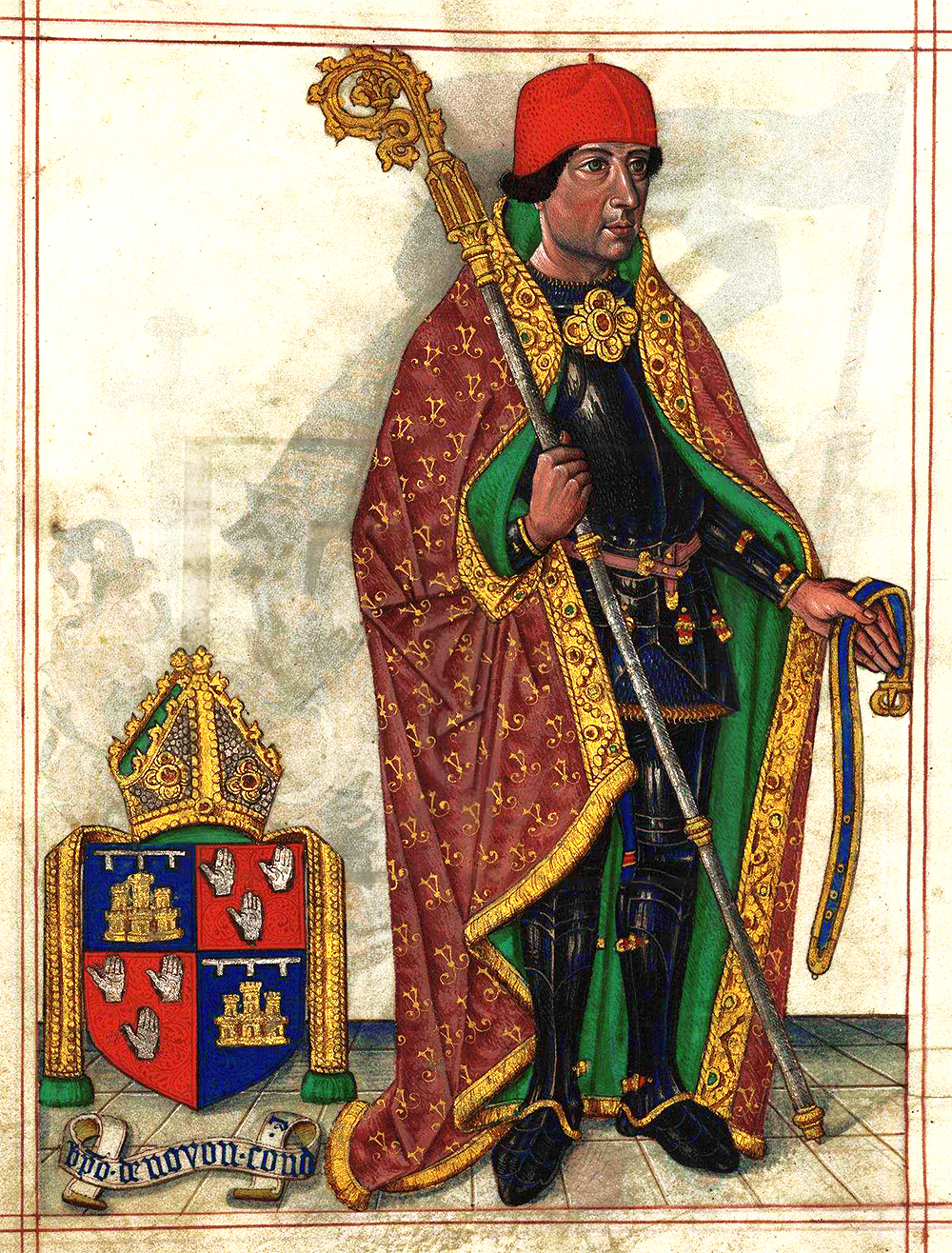
Нуайонський єпископ з ременем (Livro do Armeiro-Mor, 1509)

Нуайо́нська діоце́зія (лат. Dioecesis Noviomensis; фр. Diocèse de Noyon) — колишнє єпископство (діоцезія) Римо-Католицької Церкви у Франції, в Пікардії, з центром у місті Нуайон. За переказом, заснована в VI столітті. Головним храмом є Нуайонський катедральний собор Діви Марії. Очолювалася єпископами Нуайонськими, що мали титул графів і були перами Франції; брали участь у церемонії коронації французького короля, несучи королівський ремінь. Фактично припинила існування 1790 року внаслідок Французької революції, згідно з Цивільним устроєм духовенства. 1802 року скасована офіційно, увійшла до складу Ам'єнської діоцезії. 1851 року увійшла до складу новоутовреної Бове-Нуайон-Санліської діоцезії. Інша назва — Нуайонське єпископство.

## Єпископи
- 1338.1.23—1340.10: Етьєн Обер, майбутній римський папа Інокентій VI.

### Довідники
- Gams, Pius Bonifatius (1873). Series episcoporum Ecclesiae catholicae: quotquot innotuerunt a beato Petro apostolo. Ratisbon: Typis et Sumptibus Georgii Josephi Manz.  (Use with caution; obsolete)
- Eubel, Conradus (ed.) (1913). Hierarchia catholica, Tomus 1 (вид. second). Münster: Libreria Regensbergiana.  (in Latin)
- Eubel, Conradus (ed.) (1914). Hierarchia catholica, Tomus 2 (вид. second). Münster: Libreria Regensbergiana. (in Latin)
- Eubel, Conradus (ed.); Gulik, Guilelmus (1923). Hierarchia catholica, Tomus 3 (вид. second). Münster: Libreria Regensbergiana.
- Gauchat, Patritius (Patrice) (1935). Hierarchia catholica  IV (1592-1667). Münster: Libraria Regensbergiana. Процитовано 6 липня 2016.
- Ritzler, Remigius; Sefrin, Pirminus (1952). Hierarchia catholica medii et recentis aevi  V (1667-1730). Patavii: Messagero di S. Antonio. Процитовано 6 липня 2016.
- Ritzler, Remigius; Sefrin, Pirminus (1958). Hierarchia catholica medii et recentis aevi  VI (1730-1799). Patavii: Messagero di S. Antonio. Процитовано 6 липня 2016.

### Дослідження
- Duchesne, Louis (1910). Fastes épiscopaux de l'ancienne Gaule: II. L'Aquitaine et les Lyonnaises. Paris: Fontemoing.
- Du Tems, Hugues (1774). Le clergé de France, ou tableau historique et chronologique des archevêques, évêques, abbés, abbesses et chefs des chapitres principaux du royaume, depuis la fondation des églises jusqu'à nos jours (French) . Т. Tome premier. Paris: Delalain.
- Jean, Armand (1891). Les évêques et les archevêques de France depuis 1682 jusqu'à 1801 (French) . Paris: A. Picard.